# José Ignacio Martínez
Pour les articles homonymes, voir José Martínez et Martínez.
José Ignacio Martínez (né en 1975 à Santiago), est un acteur chilien.

## Cinéma
| Films | Films                     | Films | Films            |
| Année | Film                      | Rôle  | Réalisateur      |
| ----- | ------------------------- | ----- | ---------------- |
| 2000  | Dos Hermanos              | Paulo | Martín Rodríguez |
| 2009  | Súper, todo Chile adentro | José  | Fernanda Aljaro  |
| 2010  | Qué pena tu vida          | Tigre | Nicolás López    |
| 2011  | Qué pena tu boda          | Tigre | Nicolás López    |

## Télévision
| Telenovelas         | Telenovelas            | Telenovelas             | Telenovelas |
| Année               | Telenovela             | Rôle                    | Chaîne      |
| ------------------- | ---------------------- | ----------------------- | ----------- |
| 2007                | Montecristo            | Ramón                   | Mega        |
| 2011                | Témpano                | Sebastián Munita        | TVN         |
| 2011                | Esperanza              | Elías Rocco             | TVN         |
| 2012                | Soltera otra vez       | Pablo Aravena           | Canal 13    |
| 2013                | Dos por uno            | Rodrigo Jorquera        | TVN         |
| Séries et unitaires |                        |                         |             |
| Année               | Série                  | Rôle                    | Chaîne      |
| 2003                | Tensos                 | José                    | TVN         |
| 2004                | Geografía del deseo    | Aníbal                  | TVN         |
| 2004                | Quiero, Si tu quieres  | Pablo Correa            | Canal 13    |
| 2005                | Los Simuladores        | Asaltante               | Canal 13    |
| 2005                | Chileno emergente      |                         | TVN         |
| 2007                | Raspando la Olla       | Marcelo Alejandro Pérez | TVN         |
| 2007                | Tres son multitud      | Nicolas «Nico» García   | Mega        |
| 2008                | Comedor a diario       | Francisco Klein         | Vía X       |
| 2009-2010           | Aquí no hay quien viva | Rafael                  | Chilevisión |
| 2010                | Cartas de mujeres      |                         | Chilevisión |
| 2011                | Ala chilena            | Juan Carlos Martini     | TVN         |
| 2011                | Karma                  |                         | Chilevisión |
| 2012                | Solita camino          | Petterson               | Mega        |